# نادي أضنة أسكي لكرة السلة
نادي أضنة أسكي لكرة السلة (بالتركية: Adana ASKİ SK)‏ هو فريق كرة سلة تركي للسيدات تأسس في سنة 2000 يقع مقره في أضنة. ينافس في الدوري التركي لكرة السلة للسيدات وكأس أوروبا لكرة السلة للسيدات.

## الإنجازات
- الدوري التركي لكرة السلة للسيدات
  - نصف النهائي (1): 2014–15
- كأس تركيا لكرة السلة للسيدات
  - الوصافة (2): 2010–11، 2014–15

## وصلات خارجية
- الموقع الرسمي